# Babylonischer Turm
Der Babylonische Turm ist eine 2050 Meter hohe Felsnadel im Ostgrat der Köllenspitze (2238 m), dem höchsten Gipfel in den Tannheimer Bergen im österreichischen Bundesland Tirol. Von Süden aus gesehen wirkt die Spitze wie ein eigenständiger Gipfel. Bedeutung hat sie bei Alpinkletterern, weil auf sie zahlreiche Kletterrouten führen.

## Kletterrouten
Die leichteste Route, der sogenannte Normalweg, führt durch die Südrinne im Schwierigkeitsgrad UIAA I bis III und wurde 1904 zum ersten Mal durchstiegen. Die 1921 erstmals bezwungene Südwestkante weist den UIAA-Grad IV+ auf. Die Route durch die Westwand des Turmes (1959 eröffnet) erfordert frei geklettert die Beherrschung des Grades UIAA VI+, oder technisch den Grad A 3. Seit Mitte der 1980er Jahre gibt es auch kurze Führen V+ und IV+/A 0 über die Südostkante und durch die brüchige Südostwand.